# Alchemilla adelodictya
Alchemilla adelodictya är en rosväxtart som beskrevs av Sergei Vasilievich Juzepczuk. Alchemilla adelodictya ingår i släktet daggkåpor, och familjen rosväxter. Inga underarter finns listade i Catalogue of Life.